# Paros
Paros (em grego, Πάρος, tr. Páros; em vêneto, Paro) é uma ilha grega do Mar Egeu central, uma das maiores ilhas do arquipélago das Cíclades. Estende-se a oeste da ilha de Naxos, da qual é separada por um canal, próximo da ilha de Antiparos.
Foi famosa durante toda a Antiguidade clássica pelo mármore que exportava.

## Mitologia

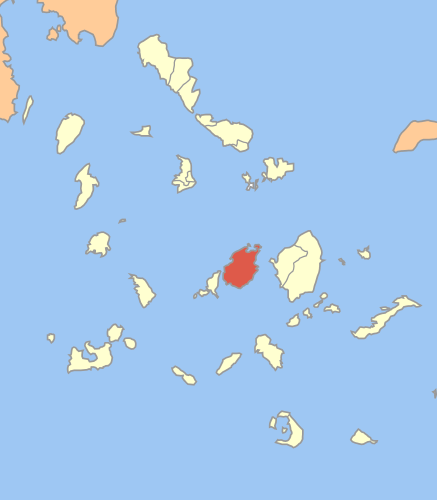
Localização da ilha de Paros

Radamanto, irmão de Minos e filho de Zeus e Europa,  conquistou várias ilhas e parte da costa da Ásia, e entregou-as a seus generais, Alceu tendo recebido Paros.
Durante o trabalho da captura do Cinto de Hipólita, Héracles parou na ilha de Paros, mas dois de seus companheiros, ao desembarcarem, foram mortos pelos filhos de Minos, Eurimedonte, Nefalião, Crises e Filolau, cuja mãe era uma ninfa chamada Paria. Héracles imediatamente matou os quatro filhos de Minos, e sitiou os outros habitantes, impondo, como condições, que eles entregassem dois homens para substituir os homens mortos; estes foram Alceu e Estênelo, filhos de Androgeu, filho de Minos.

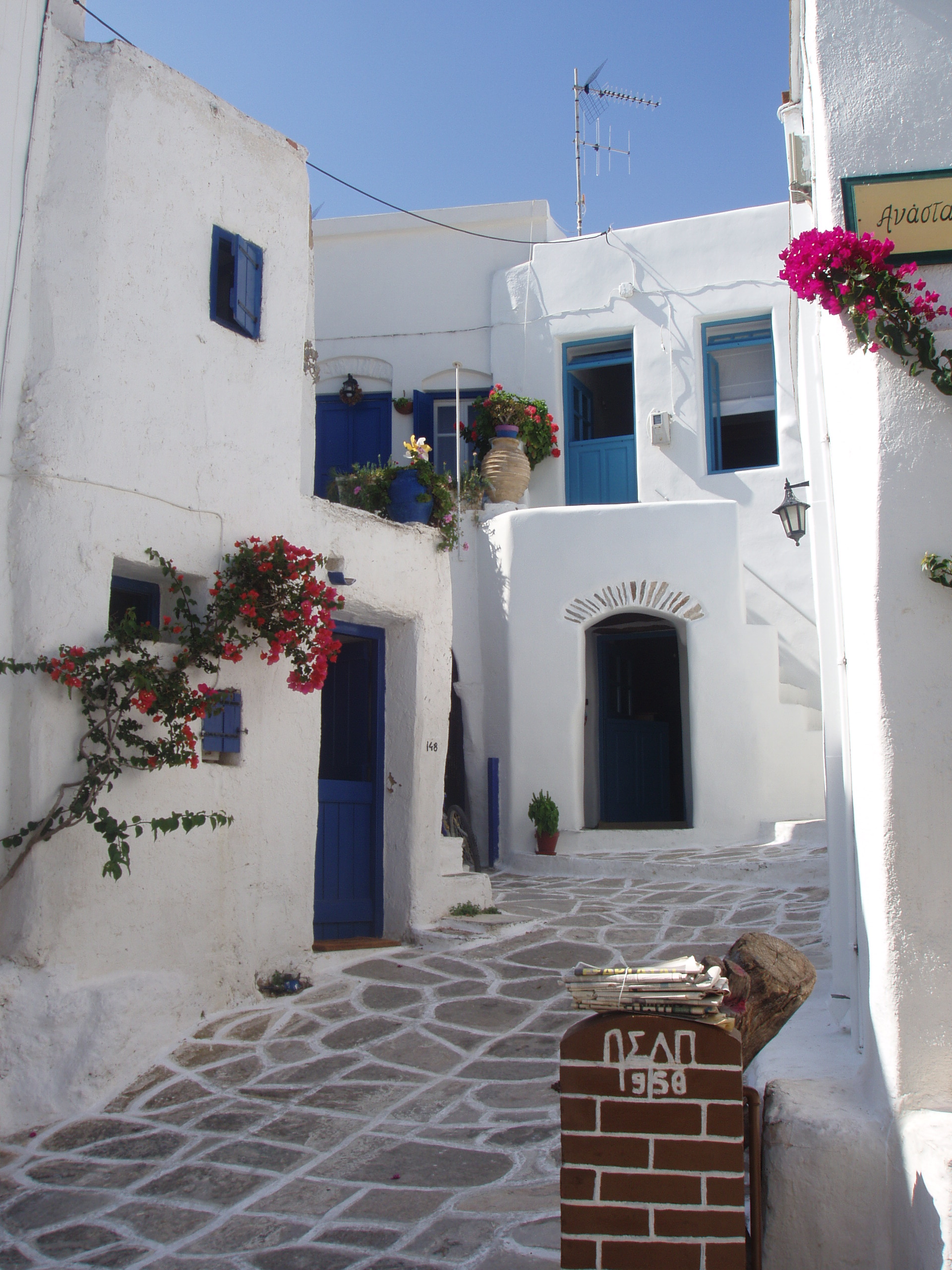
Uma rua do povoado de Lefkes, em Paros